# Радио Апарат
Радио Апарат (често стилизовано као радиоАПАРАТ) српска је интернет радио-станица из Београда. Просторије радија налазе се на Дорћолу, у Дринчићевој улици бр. 20.

## О радију
Радио Апарат функционише на принципима комјунити радија (енгл. community radio) — радијске заједнице непрофитног карактера која служи за потребе информисања људи који живе на одређеном простору и емитује садржај који је највише прилагођен локалном контексту. Као приоритети Радио Апарата наводе се: промоција алтернативне и андерграунд уметничке сцене; пружање могућности мањинским и маргинализованим друштвеним групама да добију свој глас; представљање актуелне и разноврсне музике, уз подстицање слушалаца да гаје личан однос према њој; отварање дебатног простора и охрабривање критичког размишљања; подршка разним врстама активизма; брига о локалној заједници и настојање да се помири јаз између различитих старосних и културолошких група. Програм не садржи класичне информативне и дневнополитичке емисије, али политичка и друштвена кретања се прате кроз то какав утицај имају на уметност и свакодневни живот.
Музичка концепција овог радија може се описати као еклектична. Најчешће се могу чути инди рок, хип хоп, поп, соул и електронска музика. Заступљени су домаћи, регионални и инострани извођачи.
Станица нема комерцијалне оглашиваче, те основне трошкове њеног функционисања покрива оснивач — архитекта Зоран Дмитровић. Део средстава се обезбеђује и путем учешћа на конкурсима за финансирање пројеката, али и добровољним прилозима слушалаца.
Аутори се обучавају да сами буду своји тонци и да знају да ураде основне ствари око радијске продукције. Све емисије су доступне за одложено преслушавање на сајту Mixcloud.

### Настанак и развој
Радио Апарат је настао на иницијативу београдског архитекте Зорана Дмитровића, суоснивача независног удружења и галерије Колектив архитеката.
Покретању радија претходио је низ промена које су се током 2015. године десиле у београдском радијском ФМ етру. Наиме, прво је 13. јула, након 26 година постојања, угашен Радио Б92. Већ средином наредног месеца РТВ Студио Б је продат компанији Максим медија, која је тада већ поседовала неколико комерцијалних радио-станица. Радио Студио Б је основан 1970. године, а од 1996. је био у власништву Града Београда и представљао је његов медијски сервис. Максим медија је у децембру 2015. на том радију успоставила нову програмску шему, којом су биле укинуте све ауторске музичке емисије, укључујући и оне са вишедеценијском историјом. Ове промене и тадашње тенденције у форматирању радио-станица изазвале су незадовољство дела јавности, а неки од запослених и сарадника Студија Б и Б92 дали су значајан допринос настанку и раду Радио Апарата.
Светлана Ђоловић, један од оснивача и главна уредница ове интернет радио-станице, претходно је више од 20 година провела на Радију Студио Б, где је радила прво као новинарка и водитељка, а касније и као музичка уредница. Оснивачку поставу радија чинили су још и Ана Вучковић (новинарка Радио Београда и књижевница) и Владимир Скочајић Скоча (музички новинар и критичар, најпознатији као аутор емисије Гистро ФМ на Радију Б92). У почетку је техничким делом посла руководио Душан Баук.
Касније је значајну улогу у раду ове станице имао и новинар Милош Дашић, који је једно време обављао дужност координатора програма. Он такође уређује и води неколико емисија из области поп културе.
Пробно емитовање програма почело је 4. новембра 2016. године. Вест о почетку рада радија ширила се преко препорука на друштвеним мрежама, методом од клика до клика, без плаћених реклама. За првих десетак дана емитовања забележено је више од 55.000 слушања. Првобитно је било замишљено да станица експериментално ради шест недеља, али је у том периоду наишла на добар пријем код слушалаца, те је претворена у трајни пројекат. Од студијске технике располагала је само са два микрофона, једном миксетом и два компјутера.
Радио Апарат је пружио простор ауторима с радио-станица које су угашене или су измениле концепцију, али је истовремено почео да окупља и друге сараднике и развија нове програмске садржаје. Једна од главних замисли била је да се код миленијалских и још млађих генерација развије однос према интригантном и инспиративном радијском програму и да се оне подстакну да га и саме праве. У јануару 2017. почео је да се емитује Супер мени, званична музичка топ-листа Радио Апарата, настала по узору на Дискомер Студија Б. До средине те године емисије су већ почеле да раде и екипе књижаре Беополис, часописа Лице улице, Независне културне сцене Србије, Центра за промоцију науке, веб-портала Тегла.рс... У програм су уврштене и радио-драме.
Радио је већ након годину дана постојања имао више од педесет волонтерских сарадника и недељно је уживо емитовао 26 емисија. Дванаест емисија је било музичког типа, док су осамнаест припремали и водили разни активисти из невладиних организација. Дашић је у децембру 2017. навео да је ова станица у то време имала око хиљаду слушалаца дневно, али је и истакао да прецизни подаци о слушаности нису доступни.
Петогодишњицу постојања радио је дочекао са више од сто сарадника, од којих је већина своје емисије реализовала уживо из његових просторија. Део аутора је своје садржаје снимао код куће, јер радио има и сараднике из више градова у Србији.

### Локација и простор
Просторије радија, као и самог Колектива архитеката, првобитно су се налазиле у четврти Савамала, у Карађорђевој улици бр. 53. Сам студио је тада био смештен у излог, по узору на East Village Radio, интернет радио-станицу која се емитовала из излога једног кафића у Њујорку и коју је Дмитровић запазио и редовно слушао док је студирао архитектуру у овом граду. Почетком 2020. дошло је до пресељења Радио Апарата на Дорћол, у Дринчићеву улицу бр. 20. Од тада радио користи простор некадашње аутомеханичарске радње, а студио је у делимично напуњеном каналу који се раније користио за оправку аутомобила.

### Остале активности
Ова радио-станица је током 2019. организовала серијал музичких наступа Radio Aparat Live, у оквиру кога су се представили Туристи, Кене Бери, Енш и Бохемија.